# Passiflora amalocarpa
Passiflora amalocarpa là một loài thực vật có hoa trong họ Lạc tiên. Loài này được Barb. Rodr. mô tả khoa học đầu tiên năm 1888.